# 近松物語
『近松物語』（ちかまつものがたり）は、1954年（昭和29年）の日本映画。溝口健二監督による白黒作品。

## 概要
近松門左衛門作の人形浄瑠璃の演目『大経師昔暦』（だいきょうじ むかしごよみ、通称「おさん茂兵衛」）を下敷きにして川口松太郎が書いた戯曲『おさん茂兵衛』を映画化した作品である。脚本は、近松の『大経師昔暦』と、同一事件（おさん茂兵衛参照）を題材にした西鶴の『好色五人女』の「おさん茂右衛門」の二つを合体させたものである。スター嫌いだった溝口健二監督は、大映社長の永田雅一の強い要請で長谷川一夫を起用した。
第28回キネマ旬報ベスト・テン第5位にランクインされた。1999年にキネマ旬報社が発表した「映画人が選ぶオールタイムベスト100・日本映画編」では第49位にランクインされた（同じ順位に『隠し砦の三悪人』『もののけ姫』など）。

## あらすじ
京都烏丸の大経師の手代茂兵衛は、主人の妻おさんから、兄の金策依頼で困っていると相談を受ける。冷酷無情な主人が貸すわけがなく、茂兵衛は主人に内緒で店の金を融通しようとするが、それが主人にばれようとしたところを、茂兵衛に好意を寄せる女中お玉の嘘に救われる。しかし、主人はお玉に気があり、茂兵衛とお玉の仲を勘違いして茂兵衛を軟禁状態にした。
お玉の寝間に主人が忍び込むという話を聞いたおさんは、お玉の布団で主人を待つが、やってきたのは屋根裏から抜け出した茂兵衛だった。それを運悪く番頭格である同じ手代の助右衛門に見られ、不義密通と騒がれることとなり、二人とも家を追われる。
もう死ぬしかないと琵琶湖に舟を出し、身を投げようとするが、死ぬ間際に茂兵衛からおさんに対する思慕の告白があり、それを受けたおさんも茂兵衛を愛していたことに気づき、死を思いとどまる。
二人は愛を深め、逃げ延びる気持ちになるが、役人に追われ、親からも疎まれ、二人は捕まってしまう。不義密通の罪は町内引き回しの上、極刑となるが、真実の愛を貫いた二人は、穏やかで晴れ晴れとした顔で刑場に引かれていった。

## スタッフ
- 監督：溝口健二
- 製作：永田雅一
- 企画：辻久一
- 原作：近松門左衛門
- 劇化：川口松太郎
- 脚本：依田義賢
- 撮影：宮川一夫
- 録音：大谷巌
- 照明：岡本健一
- 美術：水谷浩
- 音楽：早坂文雄（東宝）
- 編集：菅沼完二
- 和楽：望月太明蔵、豊沢猿二郎
- 装置：山本卯一郎
- 結髪：花井りつ
- 助監督：田中徳三
- 進行：小澤宏

## キャスト
- 茂兵衛：長谷川一夫
- おさん：香川京子
- お玉：南田洋子
- 大経師以春：進藤英太郎（東映）
- 助右衛門：小沢栄太郎
- 源兵衛：菅井一郎
- 岐阜屋道喜：田中春男（東宝）
- 院の経師以三：石黒達也
- おこう：浪花千栄子
- 鞠小路侍従：十朱久雄
- 公卿の諸太夫：荒木忍
- 赤松梅龍：東良之助
- 僧侶：葛木香一
- 黒木大納言：水野浩（東映）
- 検校：天野一郎
- お蝶：橘公子
- 船宿の女中：金剛麗子
- 茶店の老婆：小松みどり
- おたつ：小林加奈枝
- おその：仲上小夜子
- おかや：小柳圭子
- 堅田の役人：伊達三郎
- 宿の番頭：石原須磨男
- 切戸の庄屋：横山文彦
- 村役人：藤川準
- 梅垣重四郎：玉置一恵

ほか。